# LOCON Logistik & Consulting

Diesellok LOCON 210 (V 100)

Die LOCON Logistik & Consulting AG ist ein mittelständisches Eisenbahnverkehrsunternehmen (EVU) in Deutschland mit Hauptsitz in Berlin. Das Unternehmen wurde im Jahre 2002 gegründet und operiert deutschlandweit im Schienenverkehr. Im Mai 2019 gab EP Logistics International a.s. die Übernahme der LOCON AG bekannt.
Die LOCON AG verfügt über drei große Geschäftsbereiche: den Schienengüterverkehr, die Baulogistik und den Betrieb der eigenen Werkstatt. Weitere Geschäftsbereiche sind der Betrieb des Container Terminals Uckermark sowie das Consulting. Letzterer berät, betreut und schult andere Unternehmen im Bereich des Schienengüterverkehrs und stellt diesen auf Wunsch einen Eisenbahnbetriebsleiter (EBL) zum Betrieb und zur Durchführung von Eisenbahnverkehrsleistungen zur Verfügung.

## Geschichte
Die LOCON AG wurde 2002 von eisenbahnaffinen Mitarbeitern gegründet und betreibt am ehemaligen Firmensitz Seehausen weiterhin eine Niederlassung, daneben wurde 2010 eine Tochtergesellschaft gegründet, welche in Belgien, den Niederlanden sowie Luxemburg tätig ist. Niederlassungen in Göppingen und Hannover waren zwischenzeitlich vorhanden, wurden jedoch wieder aufgelöst. Im April 2011 wurde die LOCON Benelux B.V. gegründet, welche schwerpunktmäßig in den Niederlanden, Belgien und Luxemburg verkehrt. Im Juli 2017 wurde die Gesellschaft vom Amtsgericht Zwolle für insolvent erklärt.
In Pinnow betreibt die LOCON AG im Auftrag des Amtes Oder-Welse die Anschlussbahn des Industrie- und Gewerbegebietes Pinnow, abgehend von der Strecke Angermünde–Schwedt. Diese Anschlussstrecke verfügt über eine Ladestraße mit Kopf- und Seitenrampe und angrenzende Lagerflächen. Außerdem wird das Container Terminal Uckermark (CTU) durch die LOCON AG betrieben.
Im März 2012 wurde in Pinnow ein Service-Center zur Instandhaltung und Reparatur der LOCON-eigenen Diesellokomotiven in Betrieb genommen. Das Investitionsvolumen betrug dabei 3,4 Millionen Euro. Die zweigleisige Halle verfügt über einen 10-Tonnen-Kran, eine Gleiswaage, ein Messgleis sowie eine Arbeitsgrube zur Durchführung von Arbeiten am Unterboden der Schienenfahrzeuge. Zum Betrieb wurde eine weitere Tochtergesellschaft, die LOCON Service GmbH, gegründet; dabei besteht für Drittfirmen ebenfalls die Möglichkeit der Reparatur und Wartung des Bestandes an Diesellokomotiven und Güterwagen.
Im Juli 2013 wurde die Tochtergesellschaft LOCON Personalservice GmbH (Berlin, heute: Lokotrain Deutschland GmbH) gegründet, welche anderen Eisenbahnverkehrsunternehmen Triebfahrzeugführer zur Verfügung stellt.
Im Mai 2019 gab die tschechische EP Logistics International a.s. die 100%ige Übernahme von LOCON bekannt.
Die LOCON AG ist unter anderem Mitglied im Verband Deutscher Verkehrsunternehmen und im Verband Deutscher Eisenbahn-Ingenieure.

## Fuhrpark

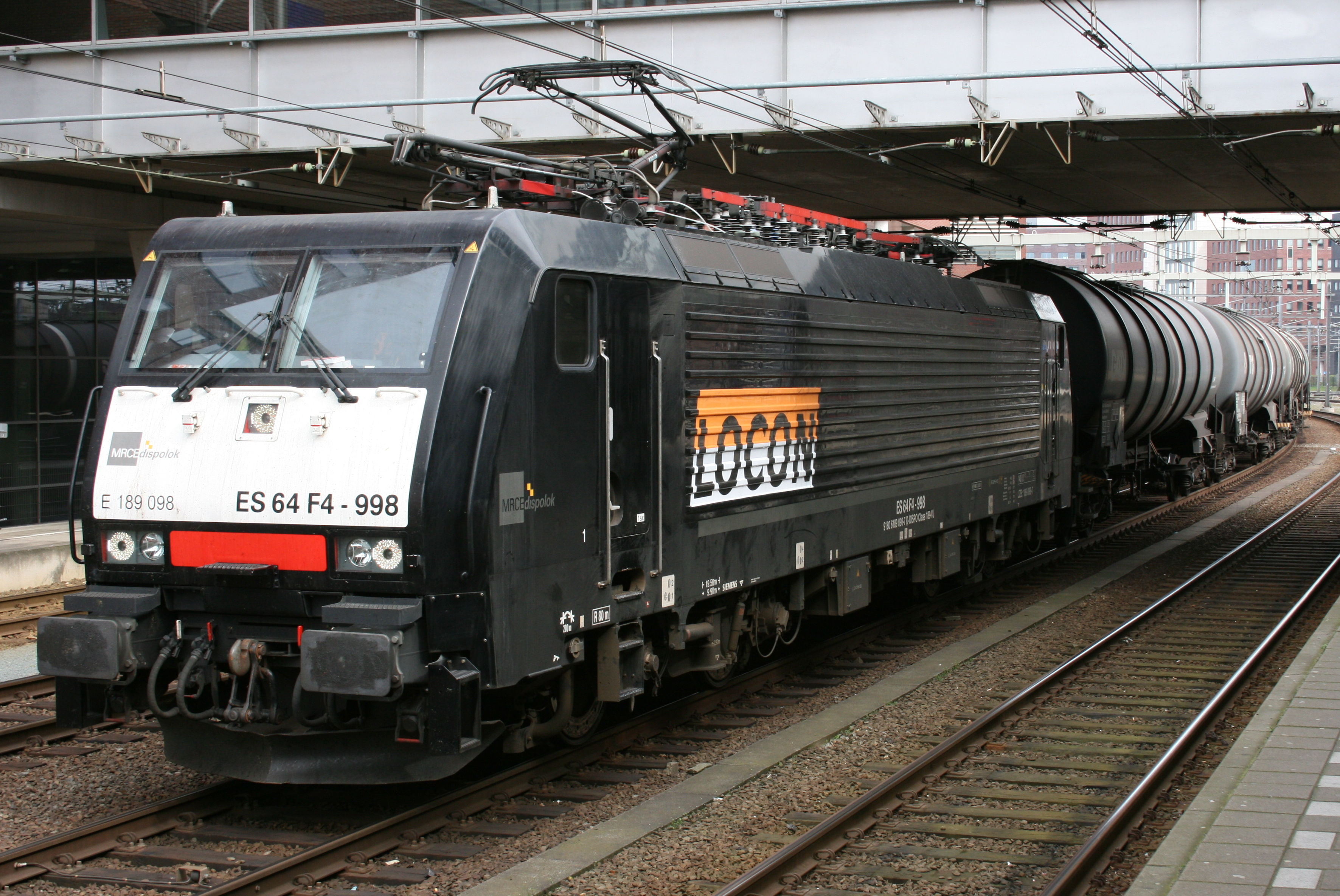
Lokomotive der Baureihe 189 der MRCE angemietet von LOCON

Die LOCON AG verfügt über 40 Lokomotiven verschiedener Baureihen, dazu gehören im Bereich der Diesellokomotiven die Baureihen G1206, 214, 203.1, 293 sowie DE18 und ER20.
Im Bereich der Elektrolokomotiven werden die Baureihen 187 (auch LMD), 189, 192, 193 sowie Vectron Dual Mode geführt; darüber hinaus besitzt sie mehr als 800 Güterwagen. Die eigenen Diesellokomotiven werden hauptsächlich im Bereich der Gleisbaulogistik benötigt, daneben werden zur Abwicklung des Streckengüterverkehrs mehrere angemietete Fahrzeuge eingesetzt, insbesondere Elektrolokomotiven.
Die Tochtergesellschaft LOCON Benelux besaß 2012 vier elektrische Lokomotiven der NS-Baureihe 1600. Bis Anfang 2016 erhöhte sich die Zahl dieser Lokomotiven auf acht. Zum Juli 2017 wurde die Locon BeNeLux durch das Amtsgericht Zwolle nach Antrag der Gesellschafter für Insolvent erklärt.
Der Großteil der betriebseigenen Fahrzeuge hat eine auffällige orange Lackierung mit weißem Streifen, wobei einige wenige Lokomotiven eine schwarze Lackierung mit orangefarbenem Schriftzug erhalten haben.